# Wigarma (equipo ciclista)
El Wigarma fue un equipo ciclista aficionados en la temporada 1989 - 1990 y profesional español que estuvo en activo solamente durante dos temporadas: la de 1991 y la de 1992.
El equipo fue dirigido por Francisco Nieves y por Miguel María Lasa. 
Estaba patrocinado por el Grupo Wigarma, una empresa de Madrid, que se dedica a la Construcción prefabricada.
Fue un equipo muy modesto que no logró grandes logros en el ciclismo profesional pero si los logró en su etapa de equipo  aficionado.

## Corredor mejor clasificado en las Grandes Vueltas
| Año  | Giro de Italia | Tour de Francia | Vuelta a España               |
| ---- | -------------- | --------------- | ----------------------------- |
| 1991 | -              | -               | 76.º José Andrès Ripoll Jover |
| 1992 | -              | -               | 41.º José Andrès Ripoll Jover |

## Plantillas

### 1991
- José Aracil
- José Enrique Carrera
- Roberto Córdoba
- Manuel Domínguez
- Antonio Esparza
- Fernando Ferrero
- Miguel Ángel García
- Jesús Ángel García
- Thomas Jørgensen
- Jesús Cruz Martín
- Juan José Martínez
- Antonio Martínez
- José Luis Navarro
- Francisco Javier Ochaíta
- Rolando Ovando
- José Andrés Ripoll
- Marcial Rodríguez
- José Miguel Rojo
- José Ángel Sarrapio
- Miguel Ángel Vos

### 1992
- Roberto Córdoba
- Antonio Esparza
- Fernando Ferrero
- Miguel Ángel García
- Jesús Ángel García
- Enrique Gerrikagoitia
- Juan Guillén
- Juan Carlos Jusdado
- Jesús Cruz Martín
- Fernando Martínez de Guereñu Ochoa
- Juan José Martínez
- Antonio Martínez
- José Fernando Pacheco
- Francisco Pérez
- José Andrés Ripoll
- José Ángel Sarrapio

## Palmarés
Durante sus dos años en el panorama ciclista solamente obtuvo dos victorias profesionales:
1991
- 1 etapa de la Vuelta a España: Jesús Cruz Martín
- 1 etapa de la Vuelta y Ruta de México: Jesús Cruz Martín

1992
- Ganador metas volantes vuelta ciclista a España 1992: Antonio Esparza